# Expédition Knox
Guerre d'indépendance des États-Unis
Batailles
Campagne de Boston :
- Powder Alarm
- Suffolk Resolves
- Lexington et Concord
- Boston
- Thompson's War (en)
- Menotomy (en)
- Fairhaven
- Chelsea Creek
- Machias
- Bunker Hill
- Gloucester
- St. John (en)
- Falmouth
- Charlottetown (en)
- Expédition Knox
- Dorchester Heights

L’expédition Knox est une expédition menée par le colonel de l'Armée continentale Henry Knox consistant au transport d'armes capturées à Fort Ticonderoga aux camps de l'Armée continentale dans la région de Boston pendant l'hiver 1775-1776.
Knox est arrivé à Ticonderoga en novembre 1775 et au cours des 3 mois suivants, a déplacé avec ses hommes près de 60 tonnes de canons et autres armements en bateau, à cheval et via des traîneaux tirés par des bœufs. L'expédition a su gérer la mauvaise qualité des routes, les rivières gelées et la traversée des forêts et des marécages de la région des monts Berkshire autour de Boston. L'historien Victor Brooks a affirmé qu'il s'agit de « l'un des exploits logistiques les plus étonnants » de toute la guerre d'indépendance des États-Unis.
La réussite du convoi a permis la fortification de Dorchester Heights.
La route empruntée par Knox est maintenant connue comme le Henry Knox Trail et les États de New York et du Massachusetts ont érigé des repères le long du sentier.

## Contexte
Peu après le déclenchement de la guerre d'indépendance des États-Unis avec les batailles de Lexington et Concord en avril 1775, Benedict Arnold, un chef de milice du Connecticut qui est arrivé avec son unité pour appuyer le siège de Boston, propose au comité de sécurité du Massachusetts de capturer le fort Ticonderoga, situé en bordure du lac Champlain dans la Province de New York, et qui n'est alors occupé que par une petite garnison britannique. Une des raisons qu'il donne pour justifier l'opération est la présence à Ticonderoga d'armes lourdes. Le 3 mai, le comité donne à Arnold une commission de colonel et autorise l'opération.
L'idée de capturer Ticonderoga a également été soulevée par Ethan Allen et les Green Mountain Boys dans le territoire disputé des New Hampshire Grants (actuel Vermont). Allen et Arnold joignent leurs forces et le 10 mai, une force de 83 hommes capture le fort sans avoir livré bataille. Le jour suivant, un détachement capture Fort Crown Point situé à proximité, de nouveau sans combattre.
Arnold commence à faire l'inventaire du matériel militaire utilisable présent dans les deux forts. Freiné par un manque de moyens et des différends à propos du commandement des forts dans un premier temps avec Allen puis avec une compagnie de miliciens du Connecticut envoyée au mois de juin pour tenir le fort, Arnold finit par abandonner l'idée de transporter les armements à Boston et démissionne de sa commission.

## Planification de l'expédition
En juillet 1775, George Washington assume le commandement des forces présentes à l'extérieur de Boston. L'un des problèmes importants qu'il a identifié dans l'Armée continentale naissante est le manque d'armes lourdes, qui rend toute opération offensive pratiquement impossible. Bien que l'on ne sache pas avec certitude qui a proposé l'opération de récupérer les canons de Ticonderoga (les biographes tendent à créditer Knox ou Arnold pour avoir donné à Washington cette idée), Washington choisit finalement le jeune Henry Knox pour accomplir cette tâche.

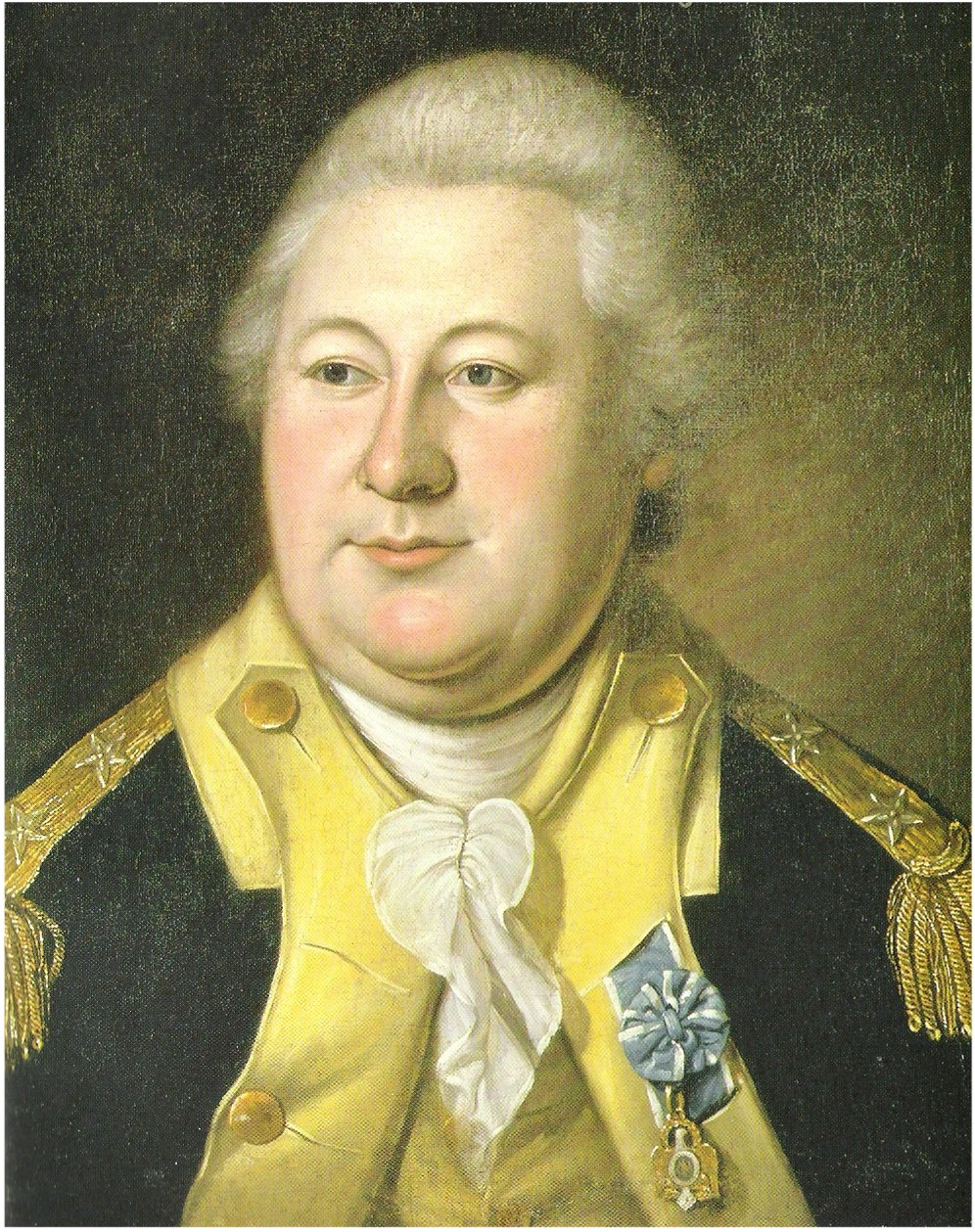
Portrait d'Henry Knox par Charles Willson Peale vers 1784.

Knox, un libraire de 25 ans intéressé par les questions militaires, a servi dans la milice du Massachusetts et s'est lié d'amitié avec Washington à son arrivée à Boston. Lorsque Washington donne à Knox cette mission, il écrit que « aucune peine ni dépense ne doit être épargnée pour les obtenir. » Le 16 novembre, Washington donne l'ordre à Knox de récupérer les pièces d'artillerie (et accorde 1 000 £ à cette intention), et écrit au général Philip Schuyler lui demandant d'assister Knox dans l'entreprise. L'appel lancé par Washington est repris par le Second Congrès continental qui délivre à Knox une commission de colonel en novembre mais celle-ci ne lui parvient qu'après son retour de l'expédition.
Knox quitte le campement de Washington le 17 novembre, et après s'être rendu à New York pour s'approvisionner, arrive à Ticonderoga le 5 décembre. La nuit précédant son arrivée, à Fort George à l'extrémité sud du lac George, il partage un réduit avec un jeune prisonnier britannique du nom de John André. André a été fait prisonnier au cours du siège du Fort Saint-Jean et est en route vers le sud pour intégrer un camp de prisonniers. Tous deux ont à peu près le même âge, le même tempérament et ont trouvé de nombreux points communs sur lesquels ils ont pu discuter. Il ne s'agissait pas de leur dernière rencontre ; la fois suivante, Knox présidait la cour martiale qui reconnut André coupable et le condamna à mort pour son rôle dans l'acte de trahison de Benedict Arnold.

## Albany
Knox arrive à Ticonderoga le 5 décembre et se met immédiatement à identifier le matériel à emporter et à organiser son transport. Il sélectionne 59 pièces d'équipement qui incluent des canons dont le calibre va de quatre à vingt-quatre livres, des mortiers et des obusiers. Il estime le poids total du matériel à transporter à 119 000 livres (environ 54 tonnes). Les plus grosses pièces, les « Grosses Berthas » de 24 livres, font 11 pieds (3,4 m) de longueur et leur poids est estimé à plus de 5 000 livres (2 300 kg).
Le matériel est d'abord transporté par voie terrestre de Ticonderoga à l'extrémité nord du lac George où la majeure partie du convoi est chargée à bord d'un gundalow, sorte de bateau ressemblant à un gabare. Le 6 décembre, le gundalow lève les voiles pour l'extrémité sud du lac, Knox voguant en avant sur un petit bateau. La glace commence déjà à recouvrir le lac, mais le gundalow, après s'être échoué une fois sur un rocher immergé, arrive à Sabbath Day Point. Le lendemain, ils reprennent leur route, Knox naviguant de nouveau en avant. Alors qu'il rejoint Fort George en temps voulu, le gundalow n'apparaît pas au moment voulu. Un bateau envoyé pour vérifier sa progression rapporte que le gundalow a pris l'eau et sombré non loin de Sabbath Day Point. Bien que cela semble être à première vue un sérieux contretemps, le frère de Knox, William, capitaine du gundalow, rapporte qu'il a sombré mais que son plat-bord se trouve au-dessus de la ligne de flottaison et qu'il pourra être renfloué. Ceci fait, le navire est remis à flot et deux jours plus tard, le gundalow arrive à l'extrémité sud du lac.
Le 17 décembre, Knox écrit à Washington qu'il a construit « 42 traîneaux extrêmement solides et a prévu 80 paires de bœufs pour les tirer aussi loin que Springfield » et qu'il espère « en 16 ou 17 jours être en mesure de présenter à son Excellence un beau train d'artillerie ».

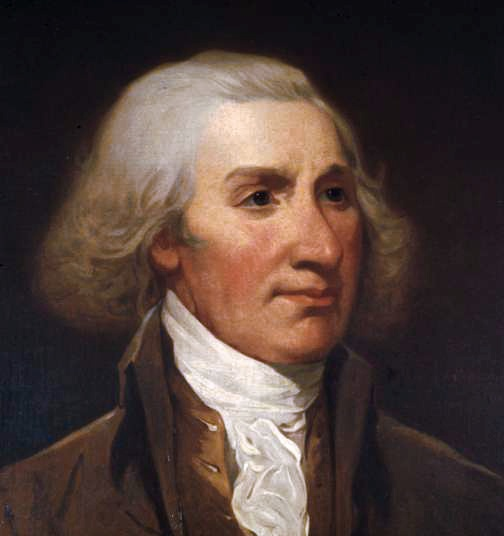
Le général Philip Schuyler.

Knox se met ensuite en route pour Albany en tête du convoi. À Glens Falls, il traverse le fleuve Hudson gelé et poursuit sa route en passant par Saratoga, atteignant New City (aujourd'hui Lansingburg), juste au nord d'Albany, le jour de Noël. 60 cm de neige tombent ce jour-là, ralentissant sa progression puisqu'il faut ouvrir la route couverte de neige. Le jour suivant, ralenti de nouveau par l'importante couche de neige tombée sur le sol, il atteint enfin Albany. Là, il rencontre le général Philip Schuyler, et tous deux travaillent durant les quelques jours suivants à trouver et à envoyer de l'équipement et du personnel dans le nord pour aider à faire avancer le convoi vers le sud depuis le lac George. Alors que l'enneigement est suffisant pour l'utilisation de traineaux qui permettent de faire avancer le convoi par voie de terre, la glace recouvrant le fleuve est encore trop mince pour le faire traverser l'Hudson. Knox et ses hommes essaient d'accélérer le processus d'épaississement de la glace recouvrant le fleuve en versant de l'eau sur la glace existante. Au 4 janvier, le premier canon est arrivé à Albany. Sur la route menant à Albany, et de nouveau depuis là en traversant l'Hudson vers l'est en direction du Massachusetts, des canons passent à travers la glace et tombent dans le fleuve. À chaque fois ils ont été récupérés. Le 9 janvier, le dernier canon a traversé l'Hudson et Knox part en avant pour superviser l'étape suivante du trajet,.

## Traversée des Berkshires

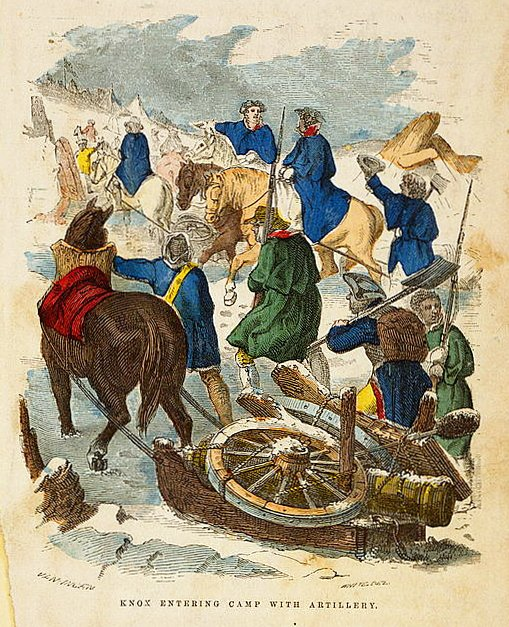
Gravure sur bois du XIXe siècle représentant l'arrivée des armes.

Le reste du trajet est moins détaillé, le journal de Knox se terminant le 12 janvier. Il atteint les environs de Claverack dans l'État de New York le 9 janvier et poursuit à travers les monts Berkshire, atteignant Blandford dans le Massachusetts deux jours plus tard. Là, l'équipe de tête refuse de continuer à cause du manque de neige et de la descente abrupte qui s'annonce pour rejoindre la vallée du fleuve Connecticut. Knox emploie des bœufs supplémentaires et persuade l'équipe récalcitrante de continuer. À mesure que le convoi avance vers l'est, des nouvelles de son passage se répandent et les habitants des villes alentour sortent pour le regarder passer. À Westfield, Knox charge l'un des gros canons avec de la poudre et fait donner un coup de canon sous les applaudissements de la foule.
À Springfield, Knox doit engager de nouvelles équipes de travail puisque son équipe basée à New York souhaite rentrer chez elle. John Adams rapporte avoir vu passer le train d'artillerie dans Framingham le 25 janvier. Deux jours plus tard, Knox arrive à Cambridge et annonce lui-même à Washington que le train d'artillerie est arrivé.

## Arrivée
Lorsque le matériel commence à arriver dans la région de Boston, Washington, cherchant à finir le siège, élabore un plan pour attirer une partie au moins des Britanniques hors de Boston, après quoi il pourrait lancer une invasion de la ville depuis l'autre rive de la rivière Charles. Suivant ce plan, il place les canons de Ticonderoga sur Lechmere's Point et Cobble Hill à Cambridge, et sur Lamb's Dam à Roxbury. Ces batteries ouvrent le feu sur Boston dans la nuit du 2 mars, pendant que des préparatifs sont faits pour fortifier Dorchester Heights, d'où l'artillerie pourrait menacer à la fois la ville et la flotte britannique ancrée dans le port. Dans la nuit du 4 mars, les troupes de l'Armée continentale occupent ces hauteurs,.

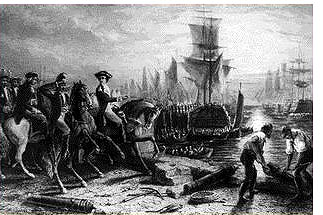
Gravure représentant l'évacuation des troupes britanniques de Boston.

Le général britannique William Howe prévoit initialement de s'opposer à ce mouvement en donnant l'assaut sur la position mais une tempête de neige empêche son exécution. Après plus ample réflexion, il décide à la place de se retirer de la ville. Le 17 mars, les troupes britanniques et les colons loyalistes embarquent à bord de navires et lèvent les voiles pour Halifax en Nouvelle-Écosse.
Henry Knox devient par la suite commandant en chef de l'artillerie de l'Armée continentale, avant de devenir plus tard le premier Secrétaire à la Guerre des États-Unis.

## Héritage
Pour commémorer la réussite de l'expédition Knox, lors de son 150e anniversaire, les États de New York et du Massachusetts ont tous deux placé des marqueurs historiques le long du parcours que l'on pensait être celui que Knox avait suivi à cette époque. En 1972, des marqueurs de l'État de New York ont été déplacés lorsque de nouvelles informations concernant les mouvements du convoi entre Albany et la frontière de l'État ont fait surface. La plupart des marqueurs du Massachusetts sont placés le long d'une route que le convoi est censé avoir prise, avec pour base le peu de documentation et ce qui était connu des routes dans le Massachusetts à cette époque.